# Álex Remiro
Alejandro Remiro Gargallo (Cascante, 1995. március 24. –) spanyol válogatott labdarúgó, a Real Sociedad játékosa.

## Pályafutása

### Klubcsapatokban
Az Aluvión és az Athletic Bilbao korosztályos csapataiban nevelkedett. Végig járta az Athletic Bilbao korosztályos klubjait, beleértve a Baskonia és a Bilbao Athletic csapatait. 2014. május 26-án a Bilbao Athletic keretébe került be, miután nem sokkal korábban Kepa Arrizabalaga kölcsönben távozott. A szezon végén feljutottak a másodosztályba. 2015. augusztus 14-én mutatkozott be a másodosztályban a Girona ellen 1–0-ra elvesztett bajnoki mérkőzésen. 2016 júniusában már az első csapat tagja lett, de július 1-jén kölcsönbe került a Levante csapatához. Kepa sérülése miatt az átigazolási időszak vége előtt visszarendelték.
2017. július 21-én a Huesca klubja szerződtette kölcsönben. Nagy szerepe volt abban, hogy a klub története során először feljutott az élvonalba. 2019. június 10-én négyéves szerződést kötött az Athletic riválisával, a Real Sociedaddal, amely július 1-jén lépett hatályba, miután szerződéskötési problémái voltak az Athletic csapatával. Szeptember 27-én debütált a Deportivo Alavés ellen 3–0-ra megnyert első osztályú bajnoki találkozón.

### A válogatottban
Többszörös spanyol korosztályos válogatott labdarúgó. 2023. november 10-én először hívták be a felnőtt válogatottba, amely a Ciprus és a Grúzia elleni 2024-es labdarúgó-Európa-bajnokság selejtezőjére készült. 2024. március 22-én mutatkozott be Kolumbia elleni barátságos mérkőzésen. A találkozó második félidejében David Raya cseréjeként lépett pályára. 2024. június 7-én bekerült Luis de la Fuente 26 fős keretébe, amely a 2024-es labdarúgó-Európa-bajnokságra utazott.

## Sikerei, díjai
- Levante
  - Spanyol másodosztály bajnok: 2016–17[20][21]

- Real Sociedad
  - Spanyol kupa: 2019–20